# Abschnittsbefestigung Berg
Die Abschnittsbefestigung Berg, auch Wallburg Trat genannt, bezeichnet eine abgegangene frühmittelalterliche Abschnittsbefestigung auf einer Anhöhe auf 622 m ü. NHN etwa 700 m nordwestlich der Filialkirche St. Michael in Berg, einem Gemeindeteil der Gemeinde Oberhausen im Landkreis Weilheim-Schongau in Bayern.
Die Anlage wird als Bodendenkmal unter der Aktennummer D-1-8232-0021 als „Abschnittsbefestigung des frühen Mittelalters“ geführt.

## Beschreibung
Die in etwa viereckige Anlage weist von West nach Ost eine Länge von 80 m und von Nord nach Süd eine Breite von 70 m auf. Der Nordwest-Bereich liegt in einem Waldgebiet, der Südost-Bereich wird heute von einem Acker bedeckt.